# 蔡安邦
蔡 安邦（さい あんぽう、TSAI An-Pang、1958年12月26日 - 2019年5月25日）は、日本で活躍した台湾の物理学者。東北大学教授。専門は準結晶。

## 生涯
台湾雲林県北港鎮生まれ。台北工業専科学校（現：国立台北科技大学）卒業後、現地のホンダ系列企業に就職し、エンジンの鋳造部門で働く。研修のため大阪に2週間滞在したことを機に、勤務を続けながら夜間制の日本語学校に2年通った。その後、秋田大学鉱山学部2学年に編入し、1985年に卒業。
1994年、「準結晶に関する研究」で日本IBM科学賞を受賞。
2011年に準結晶の発見によりノーベル化学賞を受賞したダニエル・シュヒトマンの発表文には蔡の論文が5編引用されており、受賞に大きく貢献した証となった。また、共同受賞に値するという声も高まった。
2019年5月25日、心不全により出張先の台湾台中市で死去。60歳没。

## 略歴
- 1985年 秋田大学鉱山学部冶金学科卒業[1]
- 1990年 工学博士（東北大学金属材料研究所）
- 1990年 東北大学金属材料研究所助手[1]
- 1993年 東北大学金属材料研究所助教授[1]
- 1996年 科学技術庁金属材料技術研究所主任研究官
- 2001年 物質・材料研究機構グループディレクター
- 2004年 東北大学多元物質科学研究所教授

## 受賞歴
- 1990年 日本金属学会論文賞
- 1992年 日本金属学会論文賞
- 1992年 日本金属学会奨励賞
- 1994年 日本IBM科学賞「準結晶に関する研究」
- 1999年 日本金属学会功績賞
- 2009年 ロレーヌ国立工科大学（現ロレーヌ大学）名誉博士[7]
- 2014年 紫綬褒章[8]
- 2017年 日本金属学会村上記念賞
- 2018年 中央研究院院士